# 雙北城市馬拉松
雙北城市馬拉松（Taipei Twin Cities Marathon）由台灣體育運動競技協會主辦，是2023年起於中華民國臺北市與新北市舉辦的年度马拉松比賽，是臺灣首個橫跨兩縣市的路跑活動。
台灣體育運動競技協會也表態，將爭取讓雙北城市馬拉松獲得世界田径標籤認證。

## 賽事資訊

### 歷屆標語
| 年份 | 標語                     | 來源     |
| ---- | ------------------------ | -------- |
| 2023 | 一齊一起 Together We Run | 活動海報 |
| 2024 |                          |          |

### 路線
詳細路線說明參見雙北城市馬拉松官網。路線最大特色，係以臺北市政府為起點，經華翠大橋後接縣民大道，終點設在新北市政府大樓。

### 大會紀錄
雙北城市馬拉松目前的大會紀錄保持者如下：
馬拉松
- 男： Joseph Mwangi Ngare（肯尼亚），2小時21分55秒，2023年
- 女： Jemimah Wayua Musau（肯尼亚），2小時54分56秒，2023年

半程馬拉松
- 男： 蔣介文（中華民國），1小時03分34秒，2023年
- 女： 傅淑萍（中華民國），1小時16分23秒，2023年

## 爭議

### 路線里程短少
有參與半程马拉松組別的選手指出，實際賽事路線不足約一公里，是辦理賽事最無法接受的錯誤；另外急轉彎、上下坡次數多也引起跑者非議。主辦單位受訪，對里程短少感到抱歉，表示明年半馬組會申請國際馬拉松暨長跑協會賽道丈量，並盼大眾對新賽事多一些包容，若賽事停辦對於臺灣路跑界也非好事。